# Guy Maganga
Guy Maganga Gorra (18 marzo 1993) è un velocista gabonese, specializzato nei 200 metri piani.
Detentore dei record nazionali dei 200 metri piani, Maganga ha rappresentato a partire dal 2017 il proprio paese nei circuiti internazionali. Nel 2019 è arrivato quarto ai Giochi panafricani in Marocco ed ha partecipato ai Mondiali in Qatar.

## Palmarès
| Anno | Manifestazione           | Sede         | Evento      | Risultato  | Prestazione | Note |
| ---- | ------------------------ | ------------ | ----------- | ---------- | ----------- | ---- |
| 2017 | Giochi della Francofonia | Abidjan      | 100 m piani | Batteria   | 10"69       |      |
| 2017 | Giochi della Francofonia | Abidjan      | 200 m piani | Batteria   | 21"41       |      |
| 2019 | Giochi panafricani       | Rabat        | 100 m piani | Batteria   | 10"65       |      |
| 2019 | Giochi panafricani       | Rabat        | 200 m piani | 4º         | 20"77       |      |
| 2019 | Mondiali                 | Doha         | 200 m piani | Batteria   | 20"74       |      |
| 2021 | Giochi olimpici          | Tokyo        | 100 m piani | Batteria   | 10"77       |      |
| 2022 | Campionati africani      | Saint-Pierre | 100 m piani | Batteria   | 10"47       |      |
| 2022 | Campionati africani      | Saint-Pierre | 200 m piani | Semifinale | 21"12       |      |
| 2022 | Mondiali                 | Eugene       | 200 m piani | Semifinale | 20"65       |      |
| 2023 | Mondiali                 | Budapest     | 200 m piani | Batteria   | 21"04       |      |
| 2024 | Giochi panafricani       | Accra        | 100 m piani | Semifinale | 10"75       |      |
| 2024 | Giochi panafricani       | Accra        | 200 m piani | Semifinale | 21"10       |      |